# Helmut Loos (Politiker)

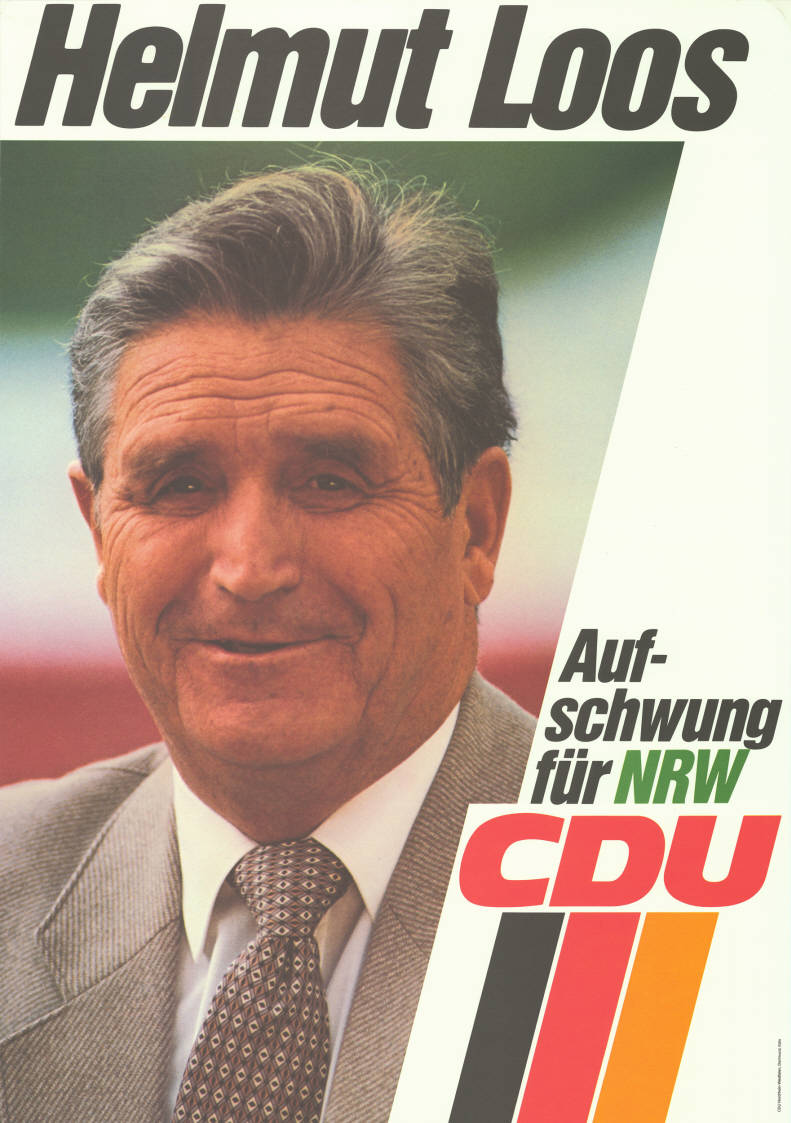
Kandidatenplakat zur Landtagswahl in Nordrhein-Westfalen 1985

Helmut Antonius Loos (* 8. Januar 1924 in Engers, jetzt Neuwied; † 19. März 2000 in Niederkassel) war ein deutscher Politiker (CDU) und von 1970 bis 1985 Landtagsabgeordneter in Nordrhein-Westfalen.

## Leben und Beruf
Helmut Loos wuchs ab seinem 11. Lebensjahr in Porz am Rhein auf. Nach der Volksschule und dem Gymnasium bestand er 1943 das Abitur. Unmittelbar anschließend wurde Loos Soldat in der Verwendung als Funker und später Infanterist an der Ostfront, wo er gegen Kriegsende schwer verwundet in sowjetische Kriegsgefangenschaft geriet. Nach seiner Entlassung 1949 nahm Loos an der Pädagogischen Akademie Aachen das Lehramtsstudium mit den Kernfächern Deutsch und Geschichte an Volksschulen auf, welches er 1951 mit der Ersten und im Jahr 1954 mit der Zweiten Staatsprüfung bestand. Nach Lehrerstellen ab 1951 in Gremberghoven und Porz zog Loos 1957 nach Lülsdorf, jetzt Niederkassel, um sich dort als Lehrer und später Rektor der örtlichen Hauptschule niederzulassen. Diese Stellung übte er bis 1975 aus, als die Unvereinbarkeit von Amt und Mandat gemäß Landesrechtsstellungsgesetz zu Beginn der 8. Wahlperiode auch den Lehrerberuf mit einschloss.
Helmut Loos war verheiratet und hatte drei Töchter.

## Politik
Loos trat 1954 als Mitglied in die CDU ein. Zu seinen zahlreichen Funktionen und Ämtern in verschiedenen Gremien der Partei, der Kommunal- und Landespolitik sowie von Vereinen und Institutionen zählen unter anderem der langjährige Vorsitz des CDU-Ortsverbandes Lülsdorf bzw. nach der kommunalen Neugliederung des CDU-Ortsverbandes Niederkassel und dem des Sportvereines Spielvereinigung Lülsdorf-Ranzel 1959 e.V.
Dem Kreistag des Siegkreises gehörte Loos in der Zeit von 1961 bis 1969 und nach der kommunalen Neugliederung wiederum dem des Rhein-Sieg-Kreises von 1969 bis 1979 an. Dort war er seit 1975 stellvertretender Landrat und von 1976 bis 1978 CDU-Fraktionsvorsitzender.
Nachdem Loos von 1961 an bis 1969 bereits dem Rat der Gemeinde Lülsdorf als Ratsmitglied und ehrenamtlicher Bürgermeister angehörte, war er ab 1969 bis 1975 Ratsmitglied der Gemeinde Niederkassel.
Im gesamten Zeitraum von der 7. bis zur 9. Wahlperiode (vom 26. Juli 1970 bis zum 29. Mai 1985) gehörte Loos ununterbrochen als Mitglied dem Landtag des Landes Nordrhein-Westfalen an. Er wurde in dem Wahlkreis 024 Siegkreis I (in dem bereits der spätere Bundeskanzler Konrad Adenauer anlässlich der NRW-Landtagswahl im Jahr 1947 kandidierte) später 024 Rhein-Sieg-Kreis II bzw. 030 Rhein-Sieg-Kreis IV) jeweils direkt gewählt. Bei der Landtagswahl 1985 verlor Loos das Mandat gegen seinen sozialdemokratischen Herausforderer Hans Jaax. Die Schwerpunkte seiner landespolitischen Arbeit lagen in den Bereichen öffentliche Sicherheit, Schule und Bildung sowie im Petitionsausschuss, dessen Mitglied er 1975 wurde. Den Vorsitz in diesem Pflichtausschuss mit nordrhein-westfälischem Verfassungsrang übernahm Loos in der Zeit von 1980 bis 1985.
In Anerkennung seines langjährigen politischen Engagements verlieh ihm Bundespräsident Walter Scheel 1974 das Verdienstkreuz am Bande des Verdienstordens der Bundesrepublik Deutschland und Bundespräsident Karl Carstens die nächsthöhere Stufe als Verdienstkreuz 1. Klasse im Jahr 1982.
Nach ihm ist das Helmut-Loos-Hallenbad der Stadt Niederkassel benannt.